# Mirosternus maurus
Mirosternus maurus är en skalbaggsart som beskrevs av Perkins 1910. Mirosternus maurus ingår i släktet Mirosternus och familjen trägnagare. Inga underarter finns listade i Catalogue of Life.